# Jan Kawiak
Jan Kawiak (ur. 16 czerwca 1920, zm. 7 kwietnia 1996) – polski działacz samorządowy i partyjny, w latach 1956–1957 przewodniczący Prezydium Wojewódzkiej Rady Narodowej w Koszalinie.

## Życiorys
Działacz Polskiej Zjednoczonej Partii Robotniczej. Zasiadał w Wojewódzkiej Radzie Narodowej w Koszalinie. Od 28 listopada 1952 był jej wiceprzewodniczącym, następnie od 15 marca 1956 do 11 grudnia 1957 – przewodniczącym. W 1956 został pierwszym prezesem utworzonego wówczas koszalińskiego zarządu wojewódzkiego Ligi Ochrony Przyrody. W latach 1967–1970 kierował portem lotniczym Koszalin-Zegrze Pomorskie.
Był żonaty z Magdaleną (zm. 2012). Został wraz z nią pochowany na Cmentarzu Komunalnym w Koszalinie (kwatera R-31, rząd 7, grób 23).